# Jean-Paul Corsetti
Jean-Paul Corsetti est un enseignant et écrivain français né à Paris en 1956 et décédé en 1993. Spécialiste, entre autres, de Verlaine et de Rimbaud, il s'était consacré aussi à l'histoire de l'ésotérisme à l'époque moderne.
Un numéro d'hommage de Parade sauvage : revue d'études rimbaldiennes lui a été consacré (no 11, 1994).

## Ouvrages
- L'écriture du rêve sur la féminité dans « À rebours » de Joris-Karl Huysmans, Paris, [s. n.], 1982 [thèse de doctorat de 3e cycle]
- Histoire de l'ésotérisme et des sciences occultes, Paris, Larousse, coll. « Références Larousse », 1992
- Furtives, Paris, J. Losfeld, 1993  (ISBN 2-909-90611-6)
- Essais sur Rimbaud, Charleville-Mézières, Musée-bibliothèque Arthur Rimbaud, coll. « Bibliothèque sauvage », 1994 [p. 135-141 : Bibliographie des travaux de J.-P. Corsetti]

## Articles
- « Confession de ma vie de Wanda de Sacher-Masoch ou L'isoloir et son verbe », L'Infini, no 29, Paris, Gallimard, printemps 1990
- « Giorgio Manganelli », L'Infini, no 31, Paris, Gallimard, automne 1990
- « Sainte Lydwine de Schiedam de J.-K. Huysmans ou L'hagiographe dépossédé », L'Infini, no 24, Paris, Gallimard, hiver 1988-1989

## Préfaces ou avant-propos
- Raymond Radiguet, Vers libres & Jeux innocents, Paris, Ramsay & Le Livre à venir, 1988
- Wanda von Sacher-Masoch, Confession de ma vie, Paris, Gallimard, coll. « L'Infini », 1989
- Leopold von Sacher Masoch, La Dame blanche et autres nouvelles, Paris, Terrain vague, Coll. « Le Bleu du ciel», 1991
- Leopold von Sacher-Masoch, La Pêcheuse d'âmes, Seyssel, Champ Vallon, coll. « Dix-neuvième », 1991
- Mécislas Golberg, Lettres à Alexis : histoire sentimentale d'une pensée, Seyssel, Champ Vallon, 1992
- Leopold von Sacher-Masoch, La Mère de Dieu, Seyssel, Champ Vallon, coll. « Dix-neuvième », 1993
- Joseph Joubert, Carnets, tomes I et II, textes recueillis sur les manuscrits autographes par André Beaunier, Paris, Gallimard, coll. « Blanche », 1994

## Média
- Apostrophes